# Hjortkälla
Hjortkälla är ett naturområde med gammalt odlingslandskap i Vists socken, Linköpings kommun.
Gården som varit i bruk sedan 1500-talet och övergavs i slutet av 1800-talet. Det gamla odlingslandskapet utgör ett välbevarat system av äldre husgrunder, brorester, källare, ängar och återlappar.